# Bunty Bailey
Therese "Bunty" Bailey (Camborne, Cornwall; 23 de mayo de 1964) es una exmodelo, bailarina y actriz inglesa. Bunty comenzó su carrera como bailarina a inicios de la década de los ochenta, siendo parte del grupo de danza Hot Gossip. A pesar de su carrera en el baile, su mayor reconocimiento lo obtuvo al aparecer en los videos musicales de los sencillos «Take On Me», y «The Sun Always Shines on T.V.», ambos realizados en 1985 por la banda noruega a-ha. De esta última fue novia del vocalista principal, Morten Harket, a quien conoció mientras trabajaba en los videos.
Desde entonces ha aparecido en varias películas, con su papel más reciente en 2008 como Gypsy Momma in Defunct. Actualmente vive en Wraysbury , Berkshire. Trabajó como maestra de baile infantil en Wraysbury y Datchet Village Hall, fue incluida en la lista de Fox News como una de las videocixistas de The Hottest '80. Bunty tiene dos hijos, Jake y Felix Bailey, que nacieron en 1996 y 1997, respectivamente.

## Filmografía
- "Take on Me",  a-ha (1985) como la Chica